# Vegaöarna
Vegaöarna är en ögrupp i Nordland fylke nära polcirkeln i Norge som består av omkring 6 500 öar, holmar och skär.
Ejdrar häckar på öarna i stort antal. Befolkningen livnär sig på fiske och jordbruk samt skördar och rensar ejderdun.
Vegaöarna upptogs 2004 på Unescos världsarvslista.